# Condado del Águila
El condado del Águila es un título nobiliario español concedido por Felipe V de España, con el vizcondado previo del Pino, por real decreto del 26 de enero de 1728 y ratificado por real carta el 29 de marzo de 1729 en favor de Fernando José de Espinosa y Maldonado de Saavedra, alcalde mayor capitular de Sevilla y teniente de hermano mayor de su Real Maestranza de Caballería.

## Historia
Los Espinosa eran una familia noble procedente de Arcos de la Frontera, donde tenían su casa solar, que se establecieron en Sevilla a principios del siglo XVIII. El título condal hacia referencia al molino del Águila, situado en Alcalá de Guadaíra donde los Espinosa tenían varias propiedades rústicas como el molino del Adufe, la hacienda de la Pintada, el cortijo de Cabeza del Sordo, así como los derechos de explotación de los de Cuatripalma, Cortijena y Majada Alta.
Los cuatro primeros condes del Águila, de la familia Espinosa, ejercieron cargos públicos en el cabildo municipal de Sevilla y destacaron como nobles ilustrados y bibliófilos, especialmente el II conde.

## Historia de los condes del Águila
- Fernando José de Espinosa y Maldonado de Saavedra. I conde del Águila.

Contrajo primeras nupcias con Beatriz de Madariaga y Ramírez de Ursúa, sin descenencia, y después en segundas nupcias el 1 de mayo de 1714 en Sevilla con Ana María Tello de Guzmán. Le sucedió el hijo del segundo matrimonio:
- Miguel de Espinosa y Tello de Guzmán (n. 1 de junio de 1715), II conde del Águila  que reunió una importante biblioteca y colección pictórica.

Se casó el 21 de enero de 1756 con Isabel Tello de Guzmán Medina Villegas Portugal Santillán y Villasis (Sevilla, 20 de noviembre de 1738-22 de enero de 1808), marquesa de Paradas y de la Sauceda. Le sucedió su hijo:
- Juan Bautista de Espinosa Tello de Guzmán y Portugal (30 de enero de 1759-27 de mayo de 1808), III conde del Águila, procurador mayor de Sevilla, fue acusado de afrancesado durante el levantamiento popular de mayo de 1808. Una muchedumbre de exaltados lo detuvo para encarcelarlo en el calabozo situado en la Puerta de Triana, donde fue asesinado poco después. Se casó el 25 de marzo de 1800 con Victoria Fernández de Córdoba, hija de los I condes de Prado Castellano. Le sucedió su hijo:[1]

- Fernando Espinosa y Fernández de Córdoba (Sevilla, 13 de noviembre de 1807-Parías, 26 de septiembre de 1864), IV conde del Águila, hijo del anterior. También ostentaba los títulos de conde de Prado Castellano, marqués de Paradas, de Sauceda, de Montefuerte y del Casal.[1][2]

Estuvo casado con María del Rosario Desmassieres y Fernández de Santillán. Falleció sin sucesión. Le sucedió:
Rehabilitado en 1872 por:
- Manuel González de Aguilar y Pérez de Saavedra (Écija, 17 de agosto de 1807-ibídem, 19 de noviembre de 1873, V conde del Águila. Rehabilitó el título en 1872. Era nieto materno de Ana Joaquina de Espinosa y Maldonado de Saavedra, a su vez nieta paterna de Francisco de Espinosa y Maldonado de Saavedra, hermano del I conde. Fue auditor honorario de Marina, y terrateniente natural y vecino de Écija.

Contrajo matrimonio con Francisca de Paula Tamariz-Martel y Núñez de Villavicencio, hija de los marqueses de la Garantía. Le sucedió su hijo:
- Fernando González de Aguilar-Ponce de León y Tamariz-Martel (n. Écija, 3 de junio de 1839), VI conde de Aguilar.

Se casó el 8 de septiembre de 1869 con su prima Ana María Núñez de Villavicencio y Angulo.
- Francisco Ignacio González de Aguilar y Núñez de Villavicencio (n. Écija, 4 de octubre de 1870), VII conde de Águila.

Se casó en Écija con María de los Ángeles de Soto y González de Aguilar. Le sucedió su hijo:
- Tello González de Aguilar y Soto, VIII conde de Águila.[3]

Contrajo matrimonio con María de la Paz Enrile y González de Aguilar. Le sucedió su hijo:
- Tello González de Aguilar y Enrile (m. 2011), IX conde de Águila.[4]

Le sucedió su hija:
- María de la Paz González de Aguilar y Téllez, X condesa del Águila.[5][6]